# Ponte Giuseppe Mazzini
Ponte Giuseppe Mazzini, även kallad Ponte Mazzini, är en bro över Tibern i Rom. Den invigdes 1908 och är uppkallad efter Giuseppe Mazzini, en av politikerna bakom Italiens enande. Bron förbinder Via Giulia med Via della Lungara. Den är dekorerad med lyktstolpar i brons, vars baser utsmyckas av bagghuvuden och fartygsförar.

## Kommunikationer
- Tunnelbana, linje C (under konstruktion)
- FL3 pendeltåg, station Roma San Pietro
- FL5 pendeltåg, station Roma San Pietro

## Bilder

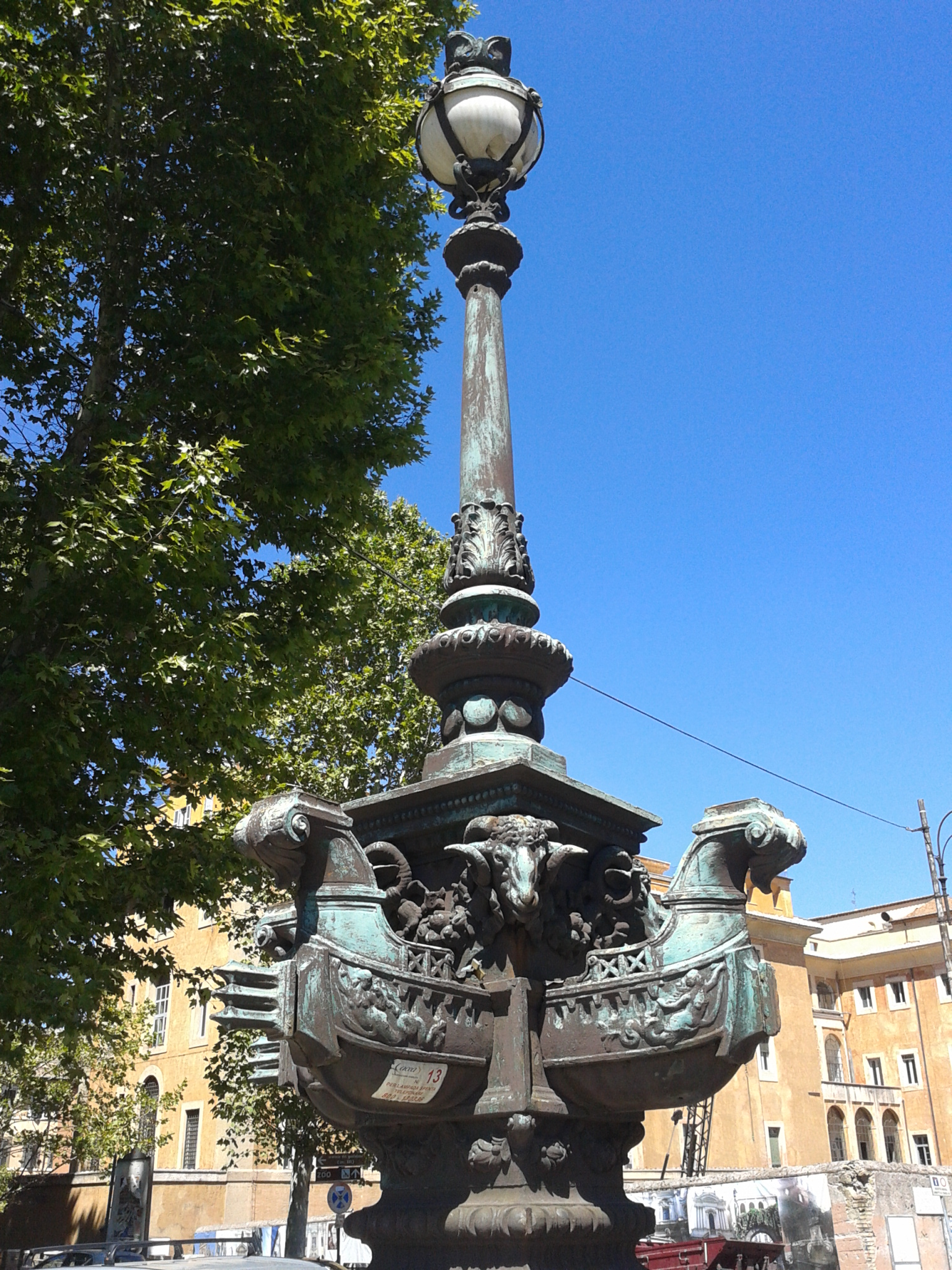
Lyktstolpe i brons med bagghuvuden och fartygsförar.
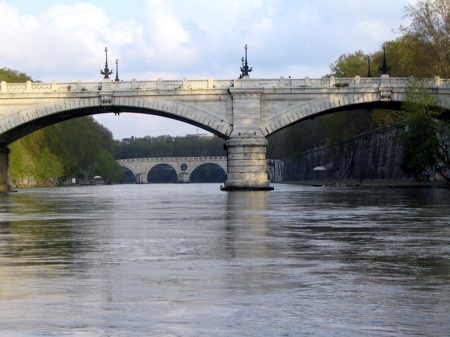
Bron sedd från Tibern. I fonden Ponte Sisto.